# 國防部區域安全國防論壇
國防部區域安全國防論壇為中華民國軍方於2007年2月舉行的國際會議，也是中華民國軍方首度大規模的軍事性論壇。由中華民國國防部長李杰主持，前美國國務院副助理國務卿薛瑞福等美國官員、美國國家戰爭學院教授柯爾等多位美國、日本、中華民國學者參與討論的該論壇，其主題為「前瞻東亞區域安全」。
該論壇除了增進中華民國與盟國之間的軍事透明度、強化各國互信機制外，美國與日本也以半官方的態勢與承諾，允諾且鼓勵中華民國以「區域人道救援與反恐」的角度加入美日軍事同盟，其真实目的為對抗中共對台的軍事威脅。
2010年至2017年，國防部負責辦理，曾出席的前現任官員多達百位，具一定的政策影響力；2018年，國防部成立財團法人國防安全研究院，本論壇轉委託該院繼續承辦。